# باشگاه فوتبال تپ سان نام دین
باشگاه فوتبال نام دین یک باشگاه فوتبال در شهر نام دین در کشور ویتنام می‌باشد که در لیگ فوتبال ویتنام بازی می‌کند. این تیم سابقه ۲ بار قهرمانی در لیگ فوتبال ویتنام را دارد.